# Міжнародні стандарти фінансової звітності (список)
Міжнародні стандарти фінансової звітності (МСФЗ; англ. IFRS — International Financial Reporting Standards) — список чинних та призупинених стандартів і тлумачень, авторське право на які належить Фонду міжнародних стандартів фінансової звітності (англ. IFRS Foundation — International Financial Reporting Standards Foundation), що включають в себе:
- Концептуальну основу фінансової звітності (англ. Conceptual Framework for Financial Reporting) – документ, який описує загальні вимоги до якісних характеристик фінансової інформації та основні облікові концепції, що дозволяють скласти звітність МСФЗ) [1];
- Міжнародні стандарти фінансової звітності (англ. IFRS — International Financial Reporting standards), розроблені Радою з міжнародних стандартів фінансової звітності (англ. IASB — International Accounting Standards Board);
- Міжнародні стандарти бухгалтерського обліку (англ. IAS — International Accounting Standards), прийняті Комітетом з міжнародних стандартів фінансової звітності (англ. IASC — International Accounting Standards Committee);
- Тлумачення Міжнародного комітету з питань тлумачень фінансової звітності (англ. IFRIC — International Financial Reporting Interpretations Committee);
- Тлумачення Постійного комітету з питань тлумачень (англ. SIC — Standing Interpretations Committee).

## Списки стандартів і тлумачень

### Міжнародні стандарти фінансової звітності
Станом на 01.01.2019 створено 17 Міжнародних стандартів фінансової звітності та Міжнародний стандарт фінансової звітності для малих та середніх підприємств:
| №                      | Титул (англ.)                                                                 | Назва                                                                       | Дата виходу        | Діє з:   | Діє до:  | Заміна на |
| ---------------------- | ----------------------------------------------------------------------------- | --------------------------------------------------------------------------- | ------------------ | -------- | -------- | --------- |
| IFRS 1                 | First-time Adoption of International Financial Reporting Standards            | Подання фінансової звітності                                                | 2003               | 1.1.2004 |          |           |
| IFRS 2                 | Share-based Payment                                                           | Платіж на основі акцій                                                      | 2004               | 1.1.2005 |          |           |
| IFRS 3                 | Business Combinations                                                         | Об’єднання бізнесу                                                          | 2004               | 1.1.2004 |          |           |
| IFRS 4                 | Insurance Contracts                                                           | Страхові контракти                                                          | 2004               | 1.1.2005 | 1.1.2021 | IFRS 17   |
| IFRS 5                 | Non-current Assets Held for Sale and Discontinued Operations                  | Непоточні активи, утримувані для продажу, та припинена діяльність           | 2004               | 1.1.2005 |          |           |
| IFRS 6                 | Exploration for and Evaluation of Mineral Resources                           | Розвідка та оцінка запасів корисних копалин                                 | 2004               | 1.1.2006 |          |           |
| IFRS 7                 | Financial Instruments: Disclosures                                            | Фінансові інструменти: розкриття інформації                                 | 2005               | 1.1.2007 |          |           |
| IFRS 8                 | Operating Segments                                                            | Операційні сегменти                                                         | 2006               | 1.1.2009 |          |           |
| IFRS 9                 | Financial Instruments                                                         | Фінансові інструменти                                                       | 2009 оновлено 2014 | 1.1.2015 |          |           |
| IFRS 10                | Consolidated Financial Statements                                             | Консолідована фінансова звітність                                           | 2011               | 1.1.2013 |          |           |
| IFRS 11                | Joint Arrangements                                                            | Спільна діяльність                                                          | 2011               | 1.1.2013 |          |           |
| IFRS 12                | Disclosure of Interests in Other Entities                                     | Розкриття інформації про частки участі в інших суб'єктах господарювання     | 2011               | 1.1.2013 |          |           |
| IFRS 13                | Fair Value Measurement                                                        | Оцінка справедливої вартості                                                | 2011               | 1.1.2013 |          |           |
| IFRS 14                | Regulatory Deferral Accounts                                                  | Відстрочені рахунки тарифного регулювання                                   | 2014               | 1.1.2016 |          |           |
| IFRS 15                | Revenue from Contracts with Customers                                         | Дохід від договорів з клієнтами                                             | Травень 2014       | 1.1.2018 |          |           |
| IFRS 16                | Leases                                                                        | Оренда                                                                      | 2016               | 1.1.2019 |          |           |
| IFRS 17                | Insurance Contracts                                                           | Страхові контракти                                                          | 2017               | 1.1.2021 |          |           |
| IFRS for SMEs Standard | InternationalFinancial Reporting Standard for Small and Medium-sized Entities | Міжнародний стандарт фінансової звітності для малих та середніх підприємств | 2009 оновлено 2015 | 9.7.2019 |          |           |

### Міжнародні стандарти бухгалтерського обліку
На початок 2019 року із 40 Міжнародних стандартів бухгалтерського обліку чинні 24 стандарти, що видано до 2001 року, коли Комітет з міжнародних стандартів фінансової звітності реорганізовано в Раду з міжнародних стандартів фінансової звітності:
| №      | Титул (англ.)                                                                                        | Назва                                                                             | Дата виходу | Діє з:   | Діє до:    | Заміна на         |
| ------ | --- | --------------------------------------------------------------------------------- | ----------- | -------- | ---------- | ----------------- |
| IAS 1  | Presentation of Financial Statements                                                                 | Подання фінансової звітності                                                      | 1975        | 1.1.1975 |            |                   |
| IAS 2  | Inventories                                                                                          | Запаси                                                                            | 1975        | 1.1.1976 |            |                   |
| IAS 3  | Consolidated Financial Statements                                                                    | Консолідована фінансова звітність                                                 | 1976        | 1.1.1977 | 1.1.1990   | IAS 27 и IAS 28   |
| IAS 4  | Depreciation Accounting                                                                              | Облік амортизації                                                                 | 1976        | 1.1.1977 | 1.1.1999   | IAS 36            |
| IAS 5  | Information to Be Disclosed in Financial Statements                                                  | Інформація, що підлягає розкриттю у фінансових звітах                             | 1976        | 1.1.1977 | 1.1.1998   | IAS 1             |
| IAS 6  | Accounting Responses to Changing Prices                                                              | Бухгалтерський облік зміни цін                                                    | 1977        | 1.1.1978 | 1.1.1983   | IAS 15            |
| IAS 7  | Statement of Cash Flows (2007)                                                                       | Звіт про рух грошових коштів                                                      | 1977        | 1.1.1979 |            |                   |
| IAS 8  | Accounting Policies, Changes in Accounting Estimates and Errors (2003)                               | Облікові політики, зміни в облікових оцінках та помилки                           | 1978        | 1.1.1979 |            |                   |
| IAS 9  | Accounting for Research and Development Activities                                                   | Витрати на дослідження та розробки                                                | 1978        | 1.1.1980 | 1.1.1999   | IAS 38            |
| IAS 10 | Events after the Reporting Period (2007)                                                             | Події після звітного періоду                                                      | 1978        | 1.1.1980 |            |                   |
| IAS 11 | Construction Contracts (1993)                                                                        | Будівельні контракти                                                              | 1979        | 1.1.1980 |            |                   |
| IAS 12 | Income Taxes (1996)                                                                                  | Податки на прибуток                                                               | 1979        | 1.1.1981 |            |                   |
| IAS 13 | Presentation of Current Assets and Current Liabilities                                               | Представлення поточних активів та поточних зобов'язань                            | 1979        | 1.1.1981 | 1.1.1998   | IAS 1             |
| IAS 14 | Segment reporting (1997)                                                                             | Сегментна звітність                                                               | 1981        | 1.1.1983 | 1.1.2009   | IFRS 8            |
| IAS 15 | Information Reflecting the Effects of Changing Prices                                                | Інформація, що відображає вплив змін цін                                          | 1981        | 1.1.1983 | 1.1.2005   |                   |
| IAS 16 | Property, Plant and Equipment (1993)                                                                 | Основні засоби                                                                    | 1982        | 1.1.1983 |            |                   |
| IAS 17 | Leases (1997)                                                                                        | Оренда                                                                            | 1982        | 1.1.1984 | 1.1.2019   | IFRS 16           |
| IAS 18 | Revenue (1993)                                                                                       | Дохід                                                                             | 1982        | 1.1.1984 |            |                   |
| IAS 19 | Employee Benefits (1998)                                                                             | Виплати працівникам                                                               | 1983        | 1.1.1985 |            |                   |
| IAS 20 | Accounting for Government Grants and Disclosure of Government Assistance                             | Облік державних грантів і розкриття інформації про державну допомогу              | 1983        | 1.1.1984 |            |                   |
| IAS 21 | The Effects of Changes in Foreign Exchange Rates (1993)                                              | Вплив змін валютних курсів                                                        | 1983        | 1.1.1985 |            |                   |
| IAS 22 | Business Combinations (1993)                                                                         | Об’єднання бізнесу                                                                | 1983        | 1.1.1985 | 1.1.2004   | IFRS 3            |
| IAS 23 | Borrowing Costs (1993)                                                                               | Витрати на позики                                                                 | 1984        | 1.1.1986 |            |                   |
| IAS 24 | Related Party Disclosures                                                                            | Розкриття інформації про пов’язані сторони                                        | 1984        | 1.1.1986 |            |                   |
| IAS 25 | Accounting for Investments                                                                           | Облік інвестицій                                                                  | 1986        | 1.1.1987 | 1.1.2001   | IAS 39 и IAS 40   |
| IAS 26 | Accounting and Reporting by Retirement Benefit Plans                                                 | Облік та звітність щодо програм пенсійного забезпечення                           | 1987        | 1.1.1988 |            |                   |
| IAS 27 | Consolidated and Separate Financial Statements (2003) Separate Financial Statements (2011)           | Окрема фінансова звітність                                                        | 1989        | 1.1.1990 |            |                   |
| IAS 28 | Investments in Associates and Joint Ventures (2011)                                                  | Інвестиції в асоційовані підприємства та спільні підприємства                     | 1989        | 1.1.1990 |            |                   |
| IAS 29 | Financial Reporting in Hyperinflationary Economies                                                   | Фінансова звітність в умовах гіперінфляції                                        | 1989        | 1.1.1990 |            |                   |
| IAS 30 | Disclosures in the Financial Statements of Banks and Similar Financial Institutions                  | Розкриття інформації у фінансовій звітності банків та подібних фінансових установ | 1990        | 1.1.1991 | 31.12.2006 | IFRS 7            |
| IAS 31 | Interests in Joint Ventures (2003)                                                                   | Частки у спільних підприємствах                                                   | 1990        | 1.1.1992 | 1.1.2013   | IFRS 11 и IFRS 12 |
| IAS 32 | Financial Instruments: Disclosure and Presentation (1995) Financial Instruments: Presentation (2005) | (2005) Фінансові інструменти: подання                                             | 1995        | 1.1.1996 |            |                   |
| IAS 33 | Earnings per Share                                                                                   | Прибуток на акцію                                                                 | 1997        | 1.1.1999 |            |                   |
| IAS 34 | Interim Financial Reporting                                                                          | Проміжна фінансова звітність                                                      | 1998        | 1.1.1999 |            |                   |
| IAS 35 | Discontinuing Operations                                                                             | Припинення діяльності                                                             | 1998        | 1.7.1999 | 1.1.2005   | IFRS 5            |
| IAS 36 | Impairment of Assets                                                                                 | Зменшення корисності активів                                                      | 1998        | 1.7.1999 |            |                   |
| IAS 37 | Provisions, Contingent Liabilities and Contingent Assets                                             | Забезпечення, умовні зобов’язання та умовні активи                                | 1998        | 1.7.1999 |            |                   |
| IAS 38 | Intangible Assets                                                                                    | Нематеріальні активи                                                              | 1998        | 1.7.1999 |            |                   |
| IAS 39 | Financial Instruments: Recognition and Measurement                                                   | Фінансові інструменти: визнання та оцінка                                         | 1998        | 1.1.2001 |            |                   |
| IAS 40 | Investment Property                                                                                  | Інвестиційна нерухомість                                                          | 2000        | 1.1.2001 |            |                   |
| IAS 41 | Agriculture                                                                                          | Сільське господарство                                                             | 2000        | 1.1.2003 |            |                   |

### Тлумачення Міжнародного комітету з питань тлумачень фінансової звітності IFRIC[49]
| №        | Титул (англ.)                                                                                         | Назва | Дата виходу | Діє з:    | Діє до:  | Заміна на |
| -------- | --- | --- | ----------- | --------- | -------- | --------- |
| IFRIC 1  | Changes in Existing Decommissioning, Restoration and Similar Liabilities                              | Зміни в існуючих зобов’язаннях з виведенням з експлуатації, відновленням та подібних зобов’язаннях                  | 2004        | 1.9.2004  |          |           |
| IFRIC 2  | Members’ Shares in Co-operative Entities and Similar Instruments                                      | Частки учасників кооперативних суб’єктів господарювання та подібні інструменти                                      | 2004        | 1.1.2005  |          |           |
| IFRIC 3  | Emission Rights                                                                                       | Права на викиди | 2004        | 1.3.2005  | 1.7.2005 |           |
| IFRIC 4  | Determining whether an Arrangement contains a Lease                                                   | Визначення, чи містить угода оренду                                                                                 | 2004        | 1.1.2006  | 1.1.2019 | IFRS 16   |
| IFRIC 5  | Rights to Interests arising from Decommissioning, Restoration and Environmental Rehabilitation Funds  | Права на частки у фондах на виведення з експлуатації, відновлення та екологічну реабілітацію                        | 2004        | 1.1.2006  |          |           |
| IFRIC 6  | Liabilities arising from Participating in a Specific Market—Waste Electrical and Electronic Equipment | Зобов’язання, що виникають внаслідок участі у специфічному ринку – відходів електричного та електронного обладнання | 2005        | 1.12.2005 |          |           |
| IFRIC 7  | Approach under IAS 29 Financial Reporting in Hyperinflationary Economies                              | Застосування методу перерахунку згідно з IAS 29 «Фінансова звітність в умовах гіперінфляції»                        | 2005        | 1.3.2006  |          |           |
| IFRIC 8  | Scope of IFRS 2                                                                                       | Сфера застосування IFRS 2                                                                                           | 2006        | 1.1.2006  | 1.1.2010 | IFRS 2    |
| IFRIC 9  | Reassessment of Embedded Derivatives                                                                  | Переоцінка вбудованих похідних інструментів                                                                         | 2006        | 1.6.2006  |          |           |
| IFRIC 10 | Interim Financial Reporting and Impairment                                                            | Проміжна фінансова звітність і зменшення корисності                                                                 | 2006        | 1.11.2006 |          |           |
| IFRIC 11 | IFRS 2 – Group and Treasury Share Transactions                                                        | IFRS 2 – операції з казначейськими акціями                                                                          | 2006        | 1.3.2007  | 1.1.2010 | IFRS 2    |
| IFRIC 12 | Service Concession Arrangements                                                                       | Послуги за угодами про концесію                                                                                     | 2006        | 1.1.2008  |          |           |
| IFRIC 13 | Customer Loyalty Programmes                                                                           | Програми лояльності клієнта                                                                                         | 2007        | 1.7.2008  |          |           |
| IFRIC 14 | IAS 19 - The Limit on a Defined Benefit Asset, Minimum Funding Requirements and their Interaction     | IAS 19 — обмеження на активи з визначеною виплатою, мінімальні вимоги до фінансування та їхня взаємодія             | 2007        | 1.1.2008  |          |           |
| IFRIC 15 | Agreements for the Construction of Real Estate                                                        | Угоди про будівництво об’єктів нерухомості                                                                          | 2008        | 1.1.2009  |          |           |
| IFRIC 16 | Hedges of a Net Investment in a Foreign Operation                                                     | Хеджування чистих інвестицій в закордонну господарську одиницю                                                      | 2008        | 1.10.2008 |          |           |
| IFRIC 17 | Distributions of Non-cash Assets                                                                      | Виплати негрошових активів власникам                                                                                | 2008        | 1.7.2009  |          |           |
| IFRIC 18 | Transfers of Assets from Customers                                                                    | Передачі активів від клієнтів                                                                                       | 2009        | 1.7.2009  |          |           |
| IFRIC 19 | Extinguishing Financial Liabilities with Equity Instruments                                           | Погашення фінансових зобов’язань інструментами власного капіталу                                                    | 2009        | 1.7.2010  |          |           |
| IFRIC 20 | Stripping Costs in the Production Phase of a Surface Mine                                             | Витрати на розкривні роботи на етапі добування в кар’єрі                                                            | 2011        | 1.1.2013  |          |           |
| IFRIC 21 | Levies                                                                                                | Обов’язкові платежі                                                                                                 | 2013        | 1.1.2014  |          |           |
| IFRIC 22 | Foreign Currency Transactions and Advance Considerations                                              | Операції в іноземній валюті та сплачена авансом компенсація                                                         | 2016        | 1.1.2018  |          |           |
| IFRIC 23 | Uncertainty over Income Tax Treatments                                                                | Невизначеність щодо процедур оподаткування доходів                                                                  | 2017        | 1.1.2019  |          |           |

### Тлумачення Постійного комітету з питань тлумачень SIC[67]
| №      | Титул (англ.) | Назва | Дата виходу | Діє з:     | Діє до:  | Заміна на       |
| ------ | --- | --- | ----------- | ---------- | -------- | --------------- |
| SIC 1  | Consistency - Different Cost Formulas for Inventories                                                                              | Послідовність – різні формули витрат для запасів                                                          | 1997        | 1.1.1999   | 1.1.2005 | IAS 2           |
| SIC 2  | Consistency - Capitalisation of Borrowing Costs                                                                                    | Послідовність – капіталізація витрат на позики                                                            | 1997        | 1.1.1998   | 1.1.2005 | IAS 8           |
| SIC 3  | Elimination of Unrealised Profits and Losses on Transactions with Associates                                                       | Ліквідація нереалізованих прибутків та збитків від операцій з асоційованими компаніями                    | 1997        | 1.1.1998   | 1.1.2005 | IAS 28          |
| SIC 5  | Classification of Financial Instruments - Contingent Settlement Provisions                                                         | Класифікація фінансових інструментів - резерви на умовне погашення                                        | 1997        | 1.1.1998   | 1.1.2005 | IAS 32          |
| SIC 6  | Costs of Modifying Existing Software                                                                                               | Витрати на модифікацію наявного програмного забезпечення                                                  | 1997        | 1.6.1998   | 1.1.2005 | IAS 16          |
| SIC 7  | Introduction of the Euro | Введення євро                                                                                             | 1997        | 1.6.1998   |          |                 |
| SIC 8  | First-Time Application of IASs as the Primary Basis of Accounting                                                                  | Застосування IASs вперше як головної основи обліку                                                        | 1998        | 1.8.1998   | 1.1.2004 | IFRS 1          |
| SIC 9  | Business Combinations - Classification either as Acquisitions or Unitings of Interests                                             | Об’єднання бізнесу - класифікація як придбання або об'єднання інтересів                                   | 1998        | 1.8.1998   | 1.1.2004 | IFRS 3          |
| SIC 10 | Government Assistance-No Specific Relation to Operating Activities                                                                 | Державна допомога: відсутність конкретного зв’язку з операційною діяльністю                               | 1998        | 1.8.1998   |          |                 |
| SIC 11 | Foreign Exchange - Capitalisation of Losses Resulting from Severe Currency Devaluations                                            | Валютній обмін - Капіталізація збитків, що виникли внаслідок девальвації валюти                           | 1998        | 1.8.1998   | 1.1.2005 | IAS 21          |
| SIC 12 | Consolidation-Special Purpose Entities                                                                                             | Консолідація: суб’єкти господарювання спеціального призначення                                            | 1998        | 1.7.1999   | 1.1.2013 | IFRS 10         |
| SIC 13 | Jointly Controlled Entities-Non-Monetary Contributions by Venturers                                                                | Спільно контрольовані суб’єкти господарювання: негрошові внески контролюючих учасників                    | 1998        | 1.1.1999   | 1.1.2013 | IFRS 10         |
| SIC 14 | Property, Plant and Equipment - Compensation for the Impairment or Loss of Items                                                   | Основні засоби - компенсація знецінення або втрати об’єктів                                               | 1998        | 1.7.1999   | 1.1.2005 | IAS 16          |
| SIC 15 | Operating Leases-Incentives | Операційна оренда: заохочення                                                                             | 1998        | 1.1.1999   | 1.1.2019 | IFRS 16         |
| SIC 16 | Share Capital - Reacquired Own Equity Instruments (Treasury Shares)                                                                | Акціонерний капітал - знову придбані інструменти власного капіталу (казначейські акції)                   | 1998        | 1.7.1999   | 1.1.2005 | IAS 32          |
| SIC 17 | Equity - Costs of an Equity Transaction                                                                                            | Власний капітал - витрати на операції з акціями                                                           | 1999        | 30.1.2000  | 1.1.2005 | IAS 32          |
| SIC 18 | Consistency - Alternative Methods                                                                                                  | Послідовність – альтернативні методи                                                                      | 1999        | 1.7.2000   | 1.1.2005 | IAS 8           |
| SIC 19 | Reporting Currency - Measurement and Presentation of Financial Statements under International Accounting Standard IAS 21and IAS 29 | Валюта звітності - оцінка та представлення фінансової звітності згідно із стандартами IAS 21тa IAS 29     | 2000        | 1.1.2001   | 1.1.2005 | IAS 21          |
| SIC 20 | Equity Accounting Method - Recognition of Losses                                                                                   | Метод обліку власних коштів – визнання втрат                                                              | 1999        | 1.1.2001   | 1.1.2005 | IAS 28          |
| SIC 21 | Income Taxes-Recovery of Revalued Non-Depreciable Assets                                                                           | Податки на прибуток - відшкодування переоцінених неамортизованих активів                                  | 1999        | 15.7.2005  | 1.1.2012 | IAS 12          |
| SIC 22 | Business Combinations - Subsequent Adjustment of Fair Values and Goodwill Initially Reported                                       | Об'єднання бізнесу - подальше коригування справедливої вартості та гудвіл, про які спочатку повідомлялося | 1999        | 15.7.2000  | 1.4.2004 | IFRS 3          |
| SIC 23 | Property, Plant and Equipment - Major Inspection or Overhaul Costs                                                                 | Основні засоби – основні витрати на технічну інспекцію або капітальний ремонт                             | 1999        | 15.7.2000  | 1.1.2005 | IAS 16          |
| SIC 24 | Earnings Per Share - Financial instruments and other contracts that may be settled in shares                                       | Прибуток на акцію - фінансові інструменти та інші контракти, які можуть бути погашені акціями             | 2000        | 1.12.2000  | 1.1.2005 | IAS 33          |
| SIC 25 | Income Taxes-Changes in the Tax Status of an Entity or its Shareholders                                                            | Податки на прибуток: зміни у податковому статусі суб’єкта господарювання або його акціонерів              | 1999        | 15.7.2005  |          |                 |
| SIC 26 | Property, Plant and Equipment – Results of Incidental Operations                                                                   | Основні засоби – результати випадкових операцій                                                           |             |            |          | IAS 16          |
| SIC 27 | Evaluating the Substance of Transactions Involving the Legal Form of a Lease                                                       | Оцінка сутності операцій, які мають юридичну форму угоди про оренду                                       | 2000        | 1.1.2002   | 1.1.2019 | IFRS 16         |
| SIC 28 | Business Combinations - 'Date of Exchange' and Fair Value of Equity Instruments                                                    | Об'єднання бізнесу - «дата обміну» та справедлива вартість інструментів капіталу                          | 2001        | 31.12.2001 | 1.4.2004 | IFRS 3          |
| SIC 29 | Disclosure-Service Concession Arrangements                                                                                         | Угоди про концесію послуг: розкриття інформації                                                           | 2001        | 1.1.2002   |          |                 |
| SIC 30 | Reporting Currency - Translation from Measurement Currency to Presentation Currency                                                | Валюта звітності - переклад з валюти вимірювання у валюту презентації                                     | 2001        | 1.1.2002   | 1.1.2005 | IAS 21          |
| SIC 31 | Revenue-Barter Transactions Involving Advertising Services                                                                         | Дохід: бартерні операції, пов’язані з рекламними послугами                                                | 2001        | 1.1.2002   |          |                 |
| SIC 32 | Intangible Assets-Web Site Costs                                                                                                   | Нематеріальні активи: витрати на сторінку в Інтернеті                                                     | 2001        | 25.3.2002  |          |                 |
| SIC 33 | Consolidation and equity method - Potential voting rights and allocation of ownership interests                                    | Консолідація та метод власного капіталу - потенційні права голосу та розподіл частки власності            | 2001        | 1.1.2002   | 1.1.2005 | IAS 27 и IAS 28 |